# マイホーム主義
マイホーム主義（マイホームしゅぎ）とは1945年の日本の敗戦以降の日本国民において見られた主義。これは20世紀後半を席巻した主義であり、私生活を優先させるという生活意識や生活様式などである。

## 概要
戦前の日本においても都市部においては、私的所有制などといった事柄は存在していたものの、マイホーム主義というのは戦前日本の都市部の価値観が拡大したということではない。マイホーム主義というのは戦前の日本においての滅私奉公や封建を否定するということであり、公よりも私を優先し、近代的なものを志向しているということであった。戦後日本においての貧困を脱出するための生産性増大からもマイホーム主義は推し進められ、戦後の日本になってからの変化した国民の価値観がマイホーム主義を養ってきたということである。これは1960年の流行語であった。